# Langerhansovy ostrůvky

Langerhansův ostrůvek (barvení hematoxylin-eosin); kolem exokrinní buňky slinivky

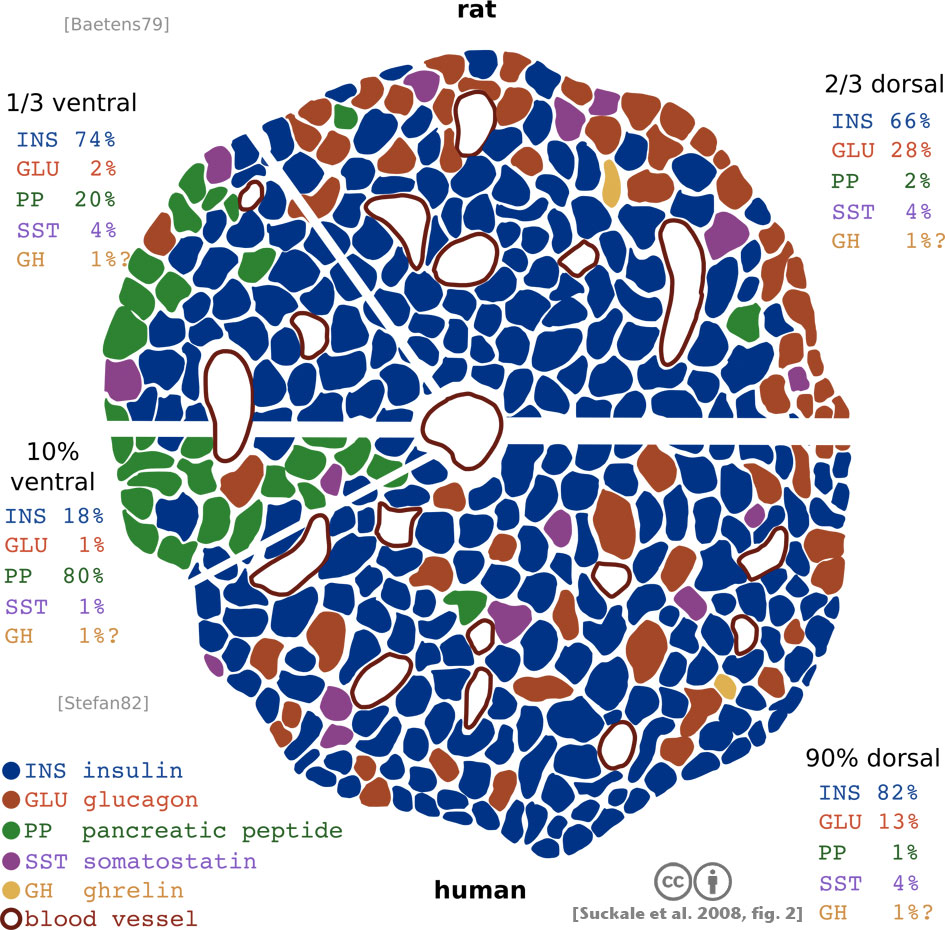
Buněčná stavba Langerhansových ostrůvků; srovnání krysy (nahoře) a člověka (dole)

Langerhansovy ostrůvky (insulae pancreaticae) jsou morfologicky i funkčně odlišné oblasti slinivky břišní (pankreatu), jedná se o endokrinní část pankreatu. V dospělém pankreatu je jich roztroušeno okolo jednoho milionu a zaujímají 2-3 procenta hmotnosti pankreatu. Na rozdíl od zbytku slinivky, která produkuje trávicí enzymy do dvanáctníku, buňky Langerhansových ostrůvků produkují hormony do krve neboli endokrinně.
Od ostatní tkáně slinivky je každý ostrůvek oddělen tenkým vazivovým pouzdrem, mezi buňkami probíhají krevní sinusoidy, které zásobují ostrůvky velkým množstvím krve (kvůli endokrinní činnosti) na rozdíl od exokrinních tkání pankreatu.
Jsou pojmenovány po svém objeviteli Paulu Langerhansovi (1847–1888).

## Evoluce
Langerhansovy ostrůvky se zdaleka nevyskytují u všech obratlovců v podobě, jak jsou známy u člověka. U kruhoústých se vyskytují tyto endokrinní žlázky ve stěně trávicí trubice. U některých vodních čelistnatců zase tvoří vlastní orgán. Až druhotně se Langerhansovy ostrůvky usídlily ve slinivce břišní.

## Buňky
Každý Langerhansův ostrůvek se skládá až z několika stovek polygonálních buněk, oddělených od sebe četnými kapilárami (musí být zajištěn kontakt s krevním oběhem pro úspěšné uvolnění hormonů). Běžnými barveními lze rozeznat acidofilní (alfa)
a bazofilní (beta) buňky. Avšak díky imunocytochemickým metodám je možné rozeznat 4 základní typy buněk:
- A buňky (alfa) - produkují hormon glukagon. Většinou jsou umístěny na periferii ostrůvků; objemové procento v ostrůvku je cca 20 %.
- B buňky (beta) - produkují hormon inzulín a řadu dalších peptidů. Jsou nejpočetnější, protože zaujímají cca 70 % objemu ostrůvku a tvoří jádro, neboli dřeň, Langerhansových ostrůvků.
- D buňky (delta) - produkují somatostatin. Pozice v ostrůvku je variabilní; objemové procento v ostrůvku je cca 5 %.
- F buňky (též PP buňky) - vylučující pankreatický polypeptid. Pozice v ostrůvku je variabilní; objemové procento v ostrůvku bývá velmi malé.

Buňky Langerhansových ostrůvků, které jsou zastoupeny méně jak v 1 %:
- D1 buňky - produkují vazoaktivní intestinální polypeptid
- EC buňky - produkují substanci P a serotonin
- G1 buňky - produkují gastrin (pouze v perinatálních (tj. vztahujících se k období okolo narození) ostrůvcích)

## Onemocnění
Autoimunním procesem těla proti B-buňkám pankreatu dochází k deficitu syntézy inzulínu, což vede ke vzniku cukrovky (diabetu mellitu) 1. typu.